# Gryllica pseudopicta
Gryllica pseudopicta là một loài bọ cánh cứng trong họ Cerambycidae.